# Ігор Габілондо
Ігор Габілондо (ісп. Igor Gabilondo, нар. 10 лютого 1979, Сан-Себастьян) — іспанський футболіст, що грав на позиції півзахисника, зокрема, за клуби «Реал Сосьєдад» та «Атлетік Більбао».

## Ігрова кар'єра
Народився 10 лютого 1979 року в місті Сан-Себастьян. Вихованець футбольної школи клубу «Реал Сосьєдад».
У дорослому футболі дебютував 1997 року виступами за команду дублерів клубу, «Реал Сосьєдад Б», в якій провів три сезони.
2000 року дебютував за головну команду «Реал Сосьєдад». Відіграв за клуб із Сан-Себастьяна наступні шість сезонів своєї ігрової кар'єри. Більшість часу, проведеного у складі «Реал Сосьєдада», був основним гравцем команди.
2006 року уклав контракт з клубом «Атлетік Більбао», у складі якого провів наступні шість років своєї кар'єри гравця. Граючи у складі «Атлетика», також здебільшого виходив на поле в основному складі команди. 2012 року допоміг команді дійти до фіналу Ліги УЄФА, в якому, щоправда, баски поступилися мадридському «Атлетіко».
Завершив професійну ігрову кар'єру у кіпрському АЕК (Ларнака), за команду якого виступав протягом 2012—2013 років.